# Montenegristika
Montenegristika kao slavistički studij bavi se crnogorskim jezikom i crnogorskom književnošću.
Utemeljitelj montenegristike je jezikoslovac dr. Vojislav P. Nikčević.
Montenegristika je dio (slavističkog) jezikoslovlja. 

### Studiji montenegristike u Nikšiću i Cetinju
Na državnom Filozofskom fakultetu u Nikšiću ustanovljen je 2008. četvorogodišnji studij montenegristike - Crnogorski jezik i južnoslavenske književnosti - osnovni akademski studij na kojem se izučavanju:
- Suvremeni crnogorski jezik (standardizacija i pravopis)
- Suvremeni crnogorski jezik (fonologija i fonetika)
- Suvremeni crnogorski jezik (morfologija)
- Povijest crnogorskog jezika (fonetika)
- Suvremeni crnogorski jezik (tvorba riječi)
- Povijest crnogorskog jezika (morfologija)
- Suvremeni crnogorski jezik (sintaksa proste rečenice)
- Suvremeni crnogorski jezik (sintaksa padeža)
- Suvremeni crnogorski jezik (sintaksa složene rečenice)
- Suvremeni crnogorski jezik (sintaksa glagolskih oblika).[2]

Nekadašnji Institut za crnogorski jezik i književnost, sa sjedištem u Podgorici, utemeljen prosinca 2003. godine s ciljem izučavanja i kodificiranja crnogorskoga jezika, ugašen je sredinom 2014. na način da je transformiran u Fakultet za crnogorski jezik i književnost sa sjedištem u Cetinju.
Prema nastavnom programu temeljnih akademskih studija iz 2014./2015. godine, na tom se fakultetu izčavaju i predmeti:
- Pravopis crnogorskoga jezika
- Crnogorska srednjovjekovna književnost
- Povijest crnogorskoga jezika do polovine 18. stoljeća
- Crnogorska književnost renesanse, baroka i prosvjetiteljstva
- Crnogorska književnost romantizma i moderne
- Povijest crnogorske kulture
- Crnogorska književnost 20. stoljeća (prvi dio)
- Pregled crnogorske filologije
- Crnogorska književnost 20. stoljeća (drugi dio)
- Metodika nastave crnogorskoga jezika i književnosti
- Istorija crnogorske umjetnosti (izborni predmet).[3]

## Vanjske poveznice
- O Vojislavu P. Nikčeviću kao utemeljitelju Montenegristike